# Do ciebie mamo
Do ciebie mamo – składanka przebojów Violetty Villas z 2003 roku wydana w ramach kolekcji „Polskie perły”. Na płycie znajdują się wydawane wcześniej piosenki, a także nigdy przedtem niewydane: „Malaguena” oraz „Funiculi, funicula”. 

## Spis utworów
1. Dla ciebie miły (R. Sielicki – M. Łebkowski)
2. Uśmiechem miłość się zaczyna (J. Vidal – K. Kord)
3. Jestem taka a nie inna (H. Klejne – K. Winkler)
4. Nie myśl o mnie źle (E. Pałłasz – J. Korczakowski)
5. Mazurskie wspomnienia (M. Sart – A. Tylczyński)
6. Szczęścia nie szukaj daleko (J. Wasowski – J. Miller)
7. Gwiazdka z nieba (B. Klimczuk – T. Urgacz)
8. Czterdzieści kasztanów (S. Musiałowski – B. Choiński, J. Gałkowski)
9. Figa z makiem (A. Parys – Z. Kaszkur, Z. Szczęsny)
10. Meksykańska corrida (A. Wiernik – J. Miller)
11. Przyjdzie na to czas (Al Legro – K. Winkler)
12. Mała Inez (E. Grenet – J. Gillowa)
13. Błękitna tarantella (utwór tradycyjny – A. Lisicka)
14. Funiculi, funicula (L. Denza – J. Gillowa)
15. Spójrz prosto w oczy (W. Piętowski – K. Winkler)
16. Do ciebie mamo (A. Skorupka – M. Łebkowski, S. Werner)
17. Granada (A. Lara)
18. Andaluzja (E. Lecuona – Z. Stawecki)
19. Malaguena (E. Lecuona)
20. Ave Maria no morro (H. Martins)